# Minoes (boek)
Minoes is een kinderboek van Annie M.G. Schmidt, geschreven in 1970.

## Verhaal
Minoes, een poes uit de Emmalaan in het stadje Killendoorn, is als gevolg van het eten van chemische producten in een jongedame veranderd. Hoewel ze er nu helemaal als een mens uitziet en op haar achterpoten loopt, spint en krabt ze nog steeds en geeft ze ook nog kopjes. Ze kan bovendien met de andere katten praten, die Minoes ondanks haar nieuwe uiterlijk nog steeds als een van hen zien.
Minoes leert per toeval Tibbe kennen, die zijn baan als journalist dreigt te verliezen omdat hij te verlegen is om interviews af te nemen. Tibbe heeft van zijn baas zijn laatste kans gekregen om met een serieus nieuwsbericht te komen. Minoes helpt Tibbe vervolgens aan allerlei nieuwtjes voor de krant, via de "kattenpersdienst"; Minoes onderhoudt contacten met de katten van de school, de deodorantfabriek en het gemeentehuis. Hierdoor slaagt Tibbe erin zijn baan te houden. Hij schrijft onder andere een stukje over het aankomende jubileum van meneer Smit, de hoofdonderwijzer van Killendoorn en tevens een goede vriend van Tibbe, waar bijna niemand nog aan had gedacht. De Deodorantkat vertelt aan Minoes dat de deodorantfabriek binnenkort zal worden uitgebreid, dus dit zet Tibbe ook in de krant. Een van de medewerkers van de fabriek, Willem, is ontslagen omdat hij altijd te laat was. Kort daarna wordt Willem door de directeur van de fabriek, meneer Ellemeet, om onbekende redenen gewoon weer aangenomen.
Meneer Smit, die net als Tibbe een grote kattenliefhebber is, richt een "Vereniging voor Dierenvrienden" op. Hij benoemt meneer Ellemeet, iemand met een zeer goede reputatie, als voorzitter. Maar dan komt Tibbe er via Minoes achter dat het deze zelfde Ellemeet is die de Jakkepoes kreupel heeft geslagen. Nog ernstiger is dat Ellemeet degene is die de haringverkoper op de markt heeft aangereden, waarna hij gewoon is doorgereden. De enige die dit heeft gezien is Willem, die van Ellemeet zijn baantje mocht terugkrijgen als hij zijn mond zou houden. Ellemeet praat hier tijdens een diner heimelijk over met zijn vrouw. De restaurantkat hoort dit en brieft het over aan Minoes, die het weer doorgeeft aan Tibbe. Zodoende verschijnt er in de Killendoornse krant een bericht over de ware toedracht van het ongeluk. Tibbe zet er ook bij dat Ellemeet de jonkies van de Jakkepoes in een vuilniszak heeft gestopt. Tibbes huisbaas Van Dam had de katjes toevallig gevonden en in goed vertrouwen aan Ellemeet overhandigd.
Tibbe wordt door niemand geloofd en beschuldigd van laster, waarop zijn baas hem alsnog ontslaat. Daar blijft het niet bij; het echtpaar Van Dam, dat de krant ook heeft gelezen, is zo verontwaardigd dat ze Tibbe niet meer over de vloer willen hebben. Maar dan duiken er tijdens een diavoorstelling ineens beelden op waarop is te zien hoe Ellemeet met een jachtgeweer op katten in zijn tuin schiet. Hij  mishandelt nog meer katten, waaronder die van meneer Smit. De beelden zijn stiekem gemaakt door Bibi, een meisje uit de buurt. Bibi heeft tijdens het filmen van Ellemeet een klap gekregen en ook dit is duidelijk op de beelden te zien. Iedereen is nu verontwaardigd en het publieke besef groeit dat wat Tibbe in de krant heeft geschreven toch kan kloppen. Ellemeet is zijn mooie reputatie voorgoed kwijt. Tibbes baas besluit Tibbe nu weer in dienst te nemen en Tibbe mag ook zijn oude kamertje weer betrekken.
Minoes moet nu besluiten of ze de rest van haar leven mens wil blijven of toch terug wil naar haar oude leven als kat. In eerst instantie kiest ze voor het laatste. Haar zus vangt daarom een zeldzame lijster die Minoes moet opeten. Op het allerlaatste moment verandert Minoes echter weer van gedachten en ze slaat de spartelende lijster uit de bek van haar zus. Minoes beseft hierdoor dat ze definitief geen kat meer is. Ze besluit om vanaf nu te gaan werken als Tibbes secretaresse.

## Bewerkingen
Het boek werd in 2001 door Vincent Bal verfilmd, naar een scenario van Burny Bos. De film werd een groot succes.

## Ontvangst
Zowel het boek als de verfilming bleken een groot succes. Het boek kreeg in 1971 een Zilveren Griffel. Ook de film viel in de prijzen.
Annie Schmidt beschouwde Minoes een tijdlang als een soort vergeten 'zelfplagiaat' van haar eerdere serie verhaaltjes Ibbeltje uit de jaren 60, waarin inderdaad een groot aantal overeenkomsten is te vinden met Minoes. Uiteindelijk gaf ze toch toestemming om Ibbeltje opnieuw uit te brengen.